# Daniel Jea
Pour les articles homonymes, voir Jeanbrau.
Daniel Jea, né Daniel Jeanbrau le 2 février 1972 à Toulouse, est un musicien, guitariste, sideman, auteur-compositeur-interprète français.

## Biographie

### Enfance
Fils d'enseignants, il passe son enfance dans différentes villes de France, au gré des mutations de ses parents: Toulouse, Moissac, Pau, Olivet, Montpellier. Il commence l’apprentissage de la guitare à Montpellier à l’âge de 9 ans. À la mort de sa mère, à l’adolescence, la famille vient s’installer à Paris.

### Années 1990-2000
À 17 ans, juste après son bac, il arrête ses études universitaires à peine entamées et rencontre le groupe de rock parisien La Place dont il devient d’abord le roadie puis le second guitariste. Le groupe s’installe à l’Hôpital éphémère, structure associative d'occupation des friches urbaines artistiques, situé à l’Hôpital Bretonneau désaffecté, dans le 18ème arrondissement de Paris, au sein de la bouillonnante jeune scène musicale parisienne et des artistes plasticiens du début des années 90.
Dans la seconde partie des années 90, il débute son parcours de guitariste sideman et accompagne sur scène en tournée en France, le chanteur Boochon (ex-bassiste des Dirty Hands, groupe rock originaire d'Angers) qui sort son premier album solo, puis le groupe chanson rock electro parisien Camion.

### Années 2000-2010
À partir de 2000, il devient musicien de sessions aux Studios de la Seine à Paris 12ème, au sein de l’équipe du réalisateur anglais Marcus Bell, par ailleurs bassiste fondateur du groupe post-punk britannique, The Opposition, qu'il intègre le temps d’un album, Blinder, paru en 2004,,.
Aux Studios de la Seine il travaille sur différentes séances d’enregistrements, dont Merzhin, Nina Morato, Raphaël, Manu Lanvin. C’est par le biais de ce studio qu’il rencontre le jeune chanteur Damien Saez. Il part avec lui sur la tournée soldout de son premier album Jours étranges, avec le succès de son tube Jeune et con, dans toute la France et sur des festivals des pays francophones, dont les FrancoFolies de Spa et le Paléo Festival Nyon, jusqu’à sa nomination aux victoires de la musique en 2001,. La tournée donnera aussi lieu à l’enregistrement d’un album live.
Il joue ensuite, à leurs débuts de carrière, avec le chanteur Florent Marchet, la chanteuse Alice Lewis, la chanteuse violoniste Karen Brunon et la chanteuse américaine Natalia M. King.
Il est aussi guitariste de Concorde Music Club, groupe d’électro-pop fondé par Thomas Deligny.
Dès la fin 2003 il accompagne en tournée durant plus de deux ans la chanteuse La Grande Sophie, qui sort son troisième album Et si c’était moi, sur toutes les scènes de France et des pays Francophones,. De son premier Olympia jusqu’aux Francofolies de La Rochelle puis aux Francos de Montréal, et en passant par les premières parties de la tournée des Zénith du chanteur Calogero. Elle obtient sa première victoire de la musique en 2005 (groupe ou artiste révélation scène) portée par son tube Du courage. Avec elle, il participe également au disque On dirait Nino, en hommage au chanteur Nino Ferrer aux côtés d'Alain Bashung, Miossec, -M-, Arno, Venus, et ainsi qu’à l’enregistrement de son album suivant paru en 2005 intitulé La Suite.
Il joue aussi avec Helena Noguerra en duo, une autre reprise de Nino Ferrer issue de ce même disque hommage au chanteur, en live dans l’émission de télévision de Thierry Ardisson sur Paris Première 93, faubourg Saint-Honoré.
En 2005 il est guitariste du musicien britannique Bill Pritchard sur sa tournée française avec Daniel Darc, pour son album By Paris, by Taxi, by Accident.
En 2006 il enregistre les guitares sur l’album (Parenthèse…) de Françoise Hardy sur son duo avec Arthur H. En 2006 toujours, il est aussi sur scène avec la comédienne chanteuse Elisa Tovati, pour son second album réalisé par Frédéric Lo, en concert sur toutes les premières parties de la tournée des Zénith du chanteur Marc Lavoine.
En parallèle, durant toute cette décennie il est le guitariste du groupe parisien electro Junesex,, sur scène comme en studio, sur leurs trois albums,, et ce, jusqu’à leur séparation en 2013.

### Années 2010-2020
À partir de 2010 il est guitariste sur scène aux côtés du chanteur Guillaume Fédou, qui sort son second album Action ou Vérité, puis de la chanteuse Loane et de la comédienne chanteuse Sarah Zeppilli.
Il compose et réalise la chanson Matrice pour la chanteuse Buzy sur son huitième album Au bon moment, au bon endroit, qui parait en 2010.
En 2014 il enregistre aux Studios ICP à Bruxelles les guitares du premier album de Sidoine, jeune chanteur révélé par l’émission de télévision de télé-réalité musicale Star Academy. Album réalisé par Da Silva, mais qui finalement ne sera jamais commercialisé par la maison de disques.
De 2010 jusqu’en 2017 il est guitariste aux côtés du chanteur Jérémie Bossone, avec lequel il joue en duo dans toute la France régulièrement durant toutes ces années. Il enregistre avec lui d’abord un premier EP, puis en groupe, en 2015, l’album intitulé Gloires produit par le réalisateur artistique britannique Ian Caple,.
Et en parallèle, à cette même période jusqu’en 2016, il est aussi le guitariste de Buridane,, jeune chanteuse qui sort son premier album intitulé Pas fragile, porté par son single Badaboum. Il joue avec elle pendant six ans, dans toute la France et les pays francophones, dont les Francofolies de La Rochelle et les Francos de Montréal,.
Il joue ensuite avec la comédienne chanteuse Estelle Meyer au début de sa carrière, sur scène et sur son premier EP,.
Puis à partir de 2018 il devient guitariste de la chanteuse Garance sur son spectacle intitulé Bleu.

### Années 2020
Jusqu’en 2022 il tourne avec Garance dans toute la France avec ce spectacle, qui aboutira à l’enregistrement d’un album live réalisé au Forum Léo Ferré à Ivry-sur-seine.
En 2024 il repart sur les routes en tournée, en Allemagne et en France, avec la chanteuse Fredda pour son septième et dernier album, Phosphène.
À partir de la saison 2023-2024 il crée les U Rock Party au Point Éphémère à Paris. Soirées concerts rock, mélangeant styles, genres et univers différents, dont il gère l’organisation et la programmation,.

### Auteur-compositeur-interprète
En 2010 il publie en autoproduction son premier album solo sous son nom, intitulé Exilés volontaires. «Album qui fait penser à une fatale mixture de Play Blessures d’Alain Bashung, de Aux sombres héros de l’amer de Noir Désir et de Technique de l’exil de Léo Ferré». 12 titres pop rock, co-réalisés avec Alain Lubrano et mixés par Stéphane «Alf» Briat.
Puis suit en 2015 un EP quatre titres, intitulé DJ. Il est défini comme «un spécimen poético-mélodique toujours en liberté».
Son second album L’homme d’à côté parait chez liFe liVe en 2018. «Les plaintes des guitares électriques et le ton sombre et grave du chanteur rappellent parfois Noir Désir ou Eiffel»,.
C’est avec sa trilogie d’albums, À l’instinct À l’instant (2020), En suspens (2021), Se taire et écouter (2022), qu’il se révèle à la presse spécialisée musique: «un des trésors cachés de la scène rock» pour Longueur d’Ondes Magazine, «une musique extravertie et intemporelle» pour Rolling Stone Magazine ou encore «Dans un format rock pop bien au-dessus des canons du style, il se distingue grâce à son inventivité, sa pertinence et son audace» pour Best Magazine. Ce triptyque d’albums concepts a été enregistré en condition live avec les musiciennes France Cartigny et Émilie Rambaud,. Un nouvel album est prévu à l’horizon 2024.

### Théâtre
En 2015 il compose, et interprète sur scène avec les comédiens et comédiennes, la musique de la pièce de théâtre Le Déni d’Anna écrite et mise en scène par sa sœur Isabelle Jeanbrau, qui se crée à Paris dans le cadre du Festival Mises en capsules, au Ciné 13 théâtre de Salomé Lelouch. En 2017 la pièce se joue trois mois au théâtre Le Lucernaire Paris 6ème,, puis est programmée au Festival Off d’Avignon 2018.
En 2019 il compose la musique de la pièce La danseuse du crépuscule de Claude Ferri-Pisani, qui se joue durant trois mois au théâtre Le Funambule Montmartre à Paris 18ème.  
En 2019 il participe, en improvisation live, à la performance Non séparable! aux côtés de Pérola Milman et Florent Baboux, performeurs/chercheurs au CNRS, dans le cadre de l’exposition Mutation Hybridation à la galerie d’art contemporain Mémoire de l’Avenir à Paris 20ème. Titre qui est enregistré ensuite sur son album À l’instinct À l’instant paru en 2020.
À partir de 2020 il intègre en tant que guitariste, La Troupe De L’Imaginaire du Théâtre de la Ville de Paris. Troupe créée pendant le premier confinement en avril 2020 par son directeur, Emmanuel Demarcy-Mota, et qui sera depuis mobilisée pour des consultations poétiques, musicales et dansées.

## Discographie
- 2010 : Exilés volontaires (MZA Music)
- 2015 : DJ - EP (MZA Music)
- 2018 : L'homme d'à côté (liFe liVe)
- 2020 : À l'instinct À l'instant (Siparka)
- 2021 : En suspens (Siparka)
- 2022 : Se taire et écouter (Siparka)